# تورسکو (لهستان بزرگ)
تورسکو (Tursko) یک منطقهٔ مسکونی در لهستان است که در گمینا گوووخوو واقع شده‌است.